# غريغ بيت
غريغ بيت (بالإنجليزية: Greg Pitt)‏ هو راكب الكنو بريطاني، ولد في 15 يوليو 1989 في ولفرهامبتن في المملكة المتحدة.

## وصلات خارجية
- غريغ بيت على موقع الاتحاد الدولي للكانو (الإنجليزية)